# 临时冠军
临时冠军（英語：interim championship），或称为过渡冠军， 是职业拳击、踢拳、综合格斗等搏击运动中的一种头衔。
有时，当一个体重级别的冠军头衔拥有者因故无法参加头衔卫冕战时，组织方会挑选该级别两名高排位的挑战者争夺临时冠军头衔。于是，该级别将会同时出现两位冠军。此后，当卫冕冠军归来时，他将与临时冠军进行一场冠军统一战（unification bout）。而如果原先的卫冕冠军因故无法回归或转战其他级别时，临时冠军便晋升成为新一任冠军。